# Madeleine Carroll
Madeleine Carroll (West Bromwich, 26 de febrer de 1906 - Marbella, 2 d'octubre de 1987) va ser una actriu britànica, molt popular en les dècades de 1930 i 1940.
El seu veritable nom era Edith Madeleine Carroll, i va néixer a West Bromwich, Anglaterra. Va cursar estudis i es va graduar a la Universitat de Birmingham. impartí classes com a professora de francès, però aviat es va orientar cap al teatre i el cinema.

## Carrera
Va ser reconeguda com una de les més belles actrius cinematogràfiques. El seu debut al cinema britànic va arribar amb el film The Guns of Loos el 1928. Ràpidament va ascendir a la fama a Anglaterra treballant en films populars en els primers trenta com ara Young Woodley, Atlantic, The School for Scandal i I Was A Spy.
El seu treball va cridar l'atenció d'Alfred Hitchcock, i el 1935 va interpretar a una de les primeres dones prototip del director, rossa i intel·ligent, al film Els trenta-nou graons, basat en la novel·la d'espionatge de John Buchan. La pel·lícula va ser un gran èxit i, gràcies a ella, Carroll va passar a ser una actriu molt sol·licitada. El director volia que a l'any següent Carroll tornés a treballar amb Robert Donat al film Secret Agent, un títol d'espies basat en una obra de William Somerset Maugham. No obstant això, els problemes de salut de Donat li van impedir interpretar el paper, per la qual cosa Hitchcock va aparellar Carroll amb John Gielgud.
Carroll va ser la primera estrella britànica en rebre un contracte d'importància als Estats Units, acceptant un lucratiu acord amb Paramount Pictures. Va treballar al costat de Gary Cooper al film d'aventures The General died at Dawn, i amb Ronald Colman en l'èxit de taquilla de 1937 The Prisoner of Zenda. També va rodar un gran musical, On the Avenue (1937), amb Dick Powell, però altres dels seus films, entre els quals One Night in Lisbon (1941) i My Favorite Blonde  (1942), amb Bob Hope, van ser de menor prestigi. La seva última pel·lícula, sota direcció d'Otto Preminger, va ser The Fan (1948), adaptació de l'obra d'Oscar Wilde El ventall de Lady Windermere.
Per la seva contribució a la indústria cinematogràfica, Madeleine Carroll té una estrella al Passeig de la Fama de Hollywood, al 6707 de Hollywood Boulevard. Com a commemoració del centenari del seu naixement, es va descobrir un monument i una placa a la seva localitat natal, West Bromwich.

## Vida personal
Després de morir la seva única germana, Marguerite, durant el Blitz, la seva prioritat va passar a ser el treball com a infermera de la Creu Roja durant la Segona Guerra Mundial. Va servir en el 61è Hospital de Campanya a Bari, Itàlia, el 1944, centre on es tractava a molts aviadors de bases properes a Foggia. Durant la Guerra va cedir el seu Castell als afores de París per acollir més de 150 orfes. També va disposar que grups de joves a Califòrnia teixissin roba per a ells. En un butlletí filmat per RKO-Pathe News, Carroll apareixia al castell amb els nens i amb el personal portant les robes i agraint la col·laboració rebuda. Pel seu valor durant la guerra, Carroll va rebre la Legió d'Honor francesa.
El 1943 va ser naturalitzada nord-americana.
Visità la Costa Brava el 1934 i visqué a l'Hotel Trias de Palamós; l'any següent adquirí una finca a Calonge (Baix Empordà), on construí la casa anomenada Castell Madeleine. Amb l'esclat de la Guerra Civil espanyola, però, i la Segona Guerra Mundial després, no hi visqué i el 1949 traslladà la seva residència a Marbella. La casa de Calonge fou enderrocada més tard, llevat d'una torre al voltant de la qual es construí una urbanització anomenada també Castell Madeleine).
Visqué a París i en divorciar-se, el 1965, es traslladà de nou a Espanya, compartint una finca amb sa mare i una germana. Madeleine Carroll va morir el 2 d'octubre de 1987 a causa d'un càncer de pàncrees a Marbella, Espanya, als 81 anys. Inicialment va ser enterrada a Fuengirola, però el 1998 les seves restes es van traslladar al cementiri de Calonge.

## Filmografia
- The Guns of Loos (1928)
- Pas si bête (1928)
- The First Born (1928)
- What Money Can Buy (1928)
- The Crooked Billet (1929)
- The American Prisoner (1929)
- Atlantic (1929)
- L'instinct (1930)
- The W Plan (1930)
- Young Woodley (1930)
- French Leave (1930)
- Escape! (1930)
- School for Scandal (1930)
- Kissing Cup's Race (1930)
- Madame Guillotine (1931)
- Fascination (1931)
- The Written Law (1931)
- I Was a Spy (1933)
- Sleeping Car (1933)
- The World Moves On (1934)
- Els trenta-nou graons (The 39 Steps) (1935)
- The Dictator (1935)
- The Story of Papworth, the Village of Hope (1936, curt)
- Agent secret (Secret Agent) (1936)
- The General Died at Dawn (1936)
- Lloyd's of London (1936)
- The Case Against Mrs. Ames (1936)
- On the Avenue (1937)
- It's All Yours (1937)
- The Prisoner of Zenda (1937)
- Bloqueig (Blockade) (1938)
- Cafe Society (1939)
- Honeymoon in Bali (1939)
- Fill meu! (My Son, My Son!) (1940)
- Safari (1940)
- North West Mounted Police (1940)
- Virginia (1941)
- One Night in Lisbon (1941)
- Bahama Passage (1941)
- My Favorite Blonde (1942)
- White Cradle Inn (1947)
- An Innocent Affair (1948)
- The Fan (1949)